# My sweet darlin'
「my sweet darlin'」（マイ・スウィート・ダーリン）は、矢井田瞳の2作目のシングル。 2000年10月4日に東芝EMIから発売された。

## 解説
自身初のトップ10入りを果たし、矢井田が世間に知られるきっかけとなった。
- 調（転調あり）：ホ長調（E）→イ長調（A）→ヘ長調（F）

## 収録曲
編曲：ダイヤモンド・ヘッド
1. my sweet darlin' [3:19]
作詞・作曲：ヤイコ
表題曲。ニコンデジタルカメラ「COOLPIX 880」CMソング、日本テレビ系「AX MUSIC-FACTORY」 AX POWER PLAY
2004年にはauの着うたのCMソングに使用された[1]。
2. Nothing Compares 2 U [4:26]
作詞・作曲：Prince
プリンスのカバー曲。アルバム未収録。
ライブでも披露されていない曲なので、本シングルのみ拝聴可能。

## 収録作品・カバー
| 発売日         | タイトル                                                                            | 規格品番              |
| -------------- | ----------------------------------------------------------------------------------- | --------------------- |
| 2000年10月25日 | オリジナル・アルバム『daiya-monde』 (#1)                                            | TOCT-24455            |
| 2001年01月24日 | シングル『I'm here saying nothing』 (#1,Live@BIGCAT, October 31st, 2000)            | TOCT-22136            |
| 2001年04月21日 | 嘉門達夫『劇的な日常』 (#1,替え唄)                                                  | DXCL-50               |
| 2001年04月25日 | DVD『The First Reflection』 (#1)                                                    | TOBF-5080             |
| 2001年07月11日 | 『ハッピー・パラダイス 2』 (#1)                                                     | TOCP-64117            |
| 2001年11月07日 | 『GUITAR FREAKS 6th MIX&drummania 5th MIX Soundtracks』 (#1)                        | KMCA-126              |
| 2002年01月23日 | コンピレーション・アルバム『U.K. COMPLETION』 (#1,English Version)                  | ZORA-101              |
| 2002年11月07日 | TRY-TONE『"A Cappella Love Songs"』 (#1)                                            | PCCA-01782            |
| 2004年01月28日 | DVD『Live Completion '03〜i can fly,can you?〜』 (#1,#2)                            | TOBH-1052             |
| 2004年07月28日 | ベスト・アルバム『Single collection』 (#1)                                          | TOCT-25410 TOCT-25412 |
| 2005年12月07日 | ライブアルバム『Sound drop 〜MTV Unplugged+Acoustic live 2005〜』 (#1)              | ZZCD-80017B           |
| 2007年12月05日 | MEILIN『Candy☆Boy』 (#1)                                                            | MUCD-5122 MUCD-9006   |
| 2008年02月27日 | 『ブラバン エイベックス』 (#1)                                                      | AVCD-23490            |
| 2008年03月26日 | 『I 30 ～MY MELODY～』 (#1)                                                         | NFCD-27073            |
| 2008年05月21日 | 『First Kiss-15 Special Love Songs』 (#1)                                           | TOCT-26557            |
| 2008年07月09日 | 『スプラッシュ!!』 (#1)                                                             | MHCL-1360             |
| 2009年01月20日 | 『Canary-恋ウタ』 (#1,Yasuyoによるカバー)                                           | RBCP-2363             |
| 2009年02月18日 | ベスト・アルバム『THE BEST OF HITOMI YAIDA』 (#1)                                   | ZZCD-80032            |
| 2009年02月18日 | DVD『HITOMI YAIDA MUSIC VIDEO COLLECTION』 (#1)                                     | ZZBD-80034            |
| 2009年03月11日 | fragrance『COLORFUL』 (#1)                                                          | TPPR-1                |
| 2010年04月28日 | 『HOLIDAY tunes ～おでかけモード』 (#1)                                             | MHCL-1754             |
| 2010年05月26日 | HALCALI『TOKYO GROOVE』 (#1,feat.矢井田 瞳)                                         | ESCL-3453             |
| 2010年06月30日 | 『SUMMER SUNSHINE』 (#1)                                                            | MHCL-1776             |
| 2010年10月06日 | 『ラヴ・ソングス ～恋しくて～』 (#1)                                                | HCL-1811              |
| 2010年11月17日 | SKALL HEADZ『"S" Cover Of SKALL!! -Special Cover Edition-』 (#1)                    | EKRM-1167             |
| 2011年03月16日 | BLiSTAR『BLiSTAR ROCKIN' COVERS ～Rock & Sexy～』 (#1)                              | CRCP-40291            |
| 2011年06月07日 | GHOST COMPANY『PUNK EATS J-POP -MOSH PIT STYLE-』 (#1)                              | R3RCD-103             |
| 2011年07月20日 | DJ FUMI★YEAH!『ROCK COVER 天国 mixed by DJ FUMI★YEAH!』 (#1,高電圧少女によるカバー) | TRAQ-1001             |
| 2011年08月10日 | ベストアルバム『ゴールデン☆ベスト 矢井田瞳』 (#1)                                   | TOCT-11276            |
| 2011年10月05日 | 『歌姫プレミア-ホワイト-』 (#1)                                                     | MHCL-1980             |
| 2011年10月26日 | 『メロコア女子流』 (#1,SKULL CANDYによるカバー)                                     | NFCD-27320            |
| 2012年11月28日 | 『アゲイン! 00's BEST OF HEARTFUL J-POP SONGS』 (#1)                                | AQCD-50756            |
| 2013年04月09日 | GHOST COMPANY『PUNK EATS J-POP-THE BEST STYLE-』 (#1)                               | R3RCD-115             |
| 2014年03月12日 | くりかまき『クマトナデシコ』 (#1)                                                   | IDRS-006              |
| 2015年03月04日 | Miki.K『Darling Darling』（歌詞は英語バージョン、曲調は2バージョンを収録）          | （配信限定）          |
| 2015年08月26日 | vip店長『シカクバツ』 (#1)                                                          | DGUR-10006            |
| 2016年03月02日 | オリジナル・アルバム『TIME CLIP』 (#1,初回生産限定盤のみライブ音源収録)             | YCCW-10267B           |
| 2021年02月10日 | 秋月律子（若林直美）『THE IDOLM@STER MASTER ARTIST 4 09 秋月律子』 (#1)             | COCX-41159            |

## 参加ミュージシャン
演奏：ダイヤモンド・ヘッド 
- 矢井田瞳：ボーカル
- 片岡大志：アレンジメント、コーラス
- 西川進：エレクトリック・ギター・ベース
- 浦清英：キーボード、サクソフォーン（M-2）
- 村田昭：キーボード・プログラミング
- 臼井かつみ：パーカッション（M-1）
- 姫野徹：オーボエ（M-2）
- 十亀正司：クラリネット（M-2）
- 相澤政宏：フルート（M-2）